# Forum Duisburg
Das Forum Duisburg ist ein Einkaufszentrum in der Duisburger Innenstadt, das am 18. September 2008 eröffnet wurde. Es ist mit einer Verkaufsfläche von 57.000 m² eines der größten innerstädtischen Zentren in Deutschland.

## Geschichte
Die Stadt Duisburg hatte über Jahrzehnte einen Kaufkraftabfluss in die umliegenden Städte bzw. Einkaufszentren (z. B. CentrO) zu beklagen. Erste Überlegungen, wie diesem Trend entgegengewirkt werden könnte, führten zu dem Plan, auf einer Brachfläche am Hauptbahnhof ein Einkaufszentrum zu errichten. Mit etwa 160.000 m² sollte MultiCasa das größte innerstädtische Einkaufszentrum in Deutschland werden. Nachdem der erste Investor abgesagt hatte, wurde das Konzept überarbeitet und die neuen Planungen sahen eine Handelsfläche von nur noch 70.000 m² vor, als Investor trat die ECE an. Ein Termin zu Baubeginn und zur Eröffnung standen fest und auch erste Ankermieter waren gefunden. Aber obwohl die Stadtverwaltung und der Oberbürgermeister aufgrund einer positiven Studie die Verwirklichung des Einkaufszentrums befürworteten, kippte ein Ratsentscheid vom 27. Juni 2005 gegen die Stimmen von SPD und FDP das Projekt in letzter Minute. Parallel dazu gab es zu dieser Zeit schon die Planungen für ein weiteres EKZ, das „Forum Duisburg“, mit Karstadt als Ankermieter und AM Development als Projektentwickler. Nach dem Aus für „MultiCasa“ erfolgte am 7. September 2005 der Baubeginn mit dem symbolischen Abriss eines kleinen Gebäudes auf dem Baugrundstück.
Die Abrissarbeiten wurden danach mehrmals verzögert, unter anderem durch die Insolvenz des Abrissunternehmens und eine Nachbarschaftsklage. Die Grundsteinlegung erfolgte dann am 23. Februar 2007 und das Richtfest wurde am 14. Juli 2007 gefeiert.

## Architektur

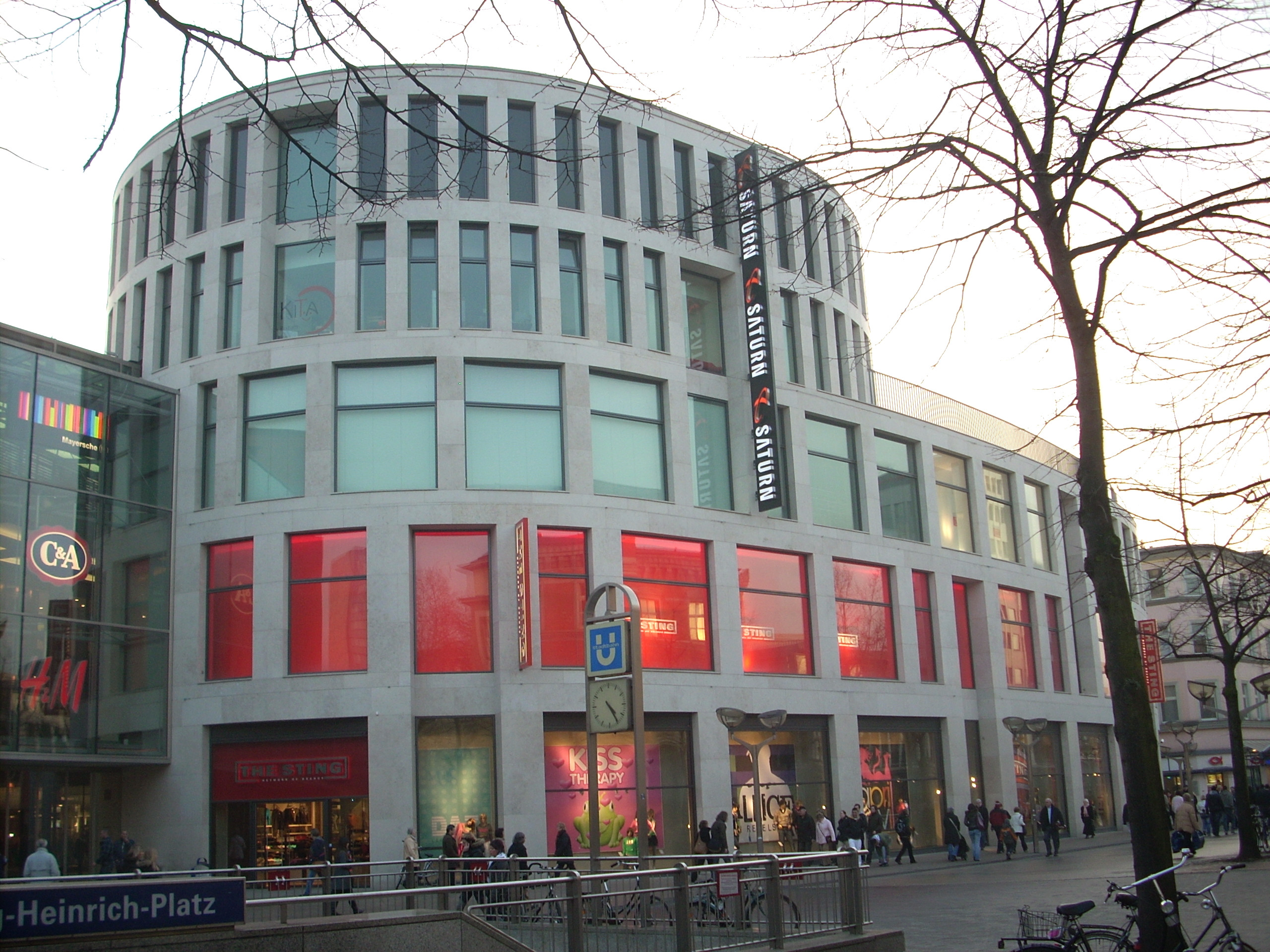
Rechter Flügel

Das Forum Duisburg besteht aus mehreren Gebäudeteilen, die durch eine Glasüberdachung zusammengefasst werden. Jedes dieser Teile hat eine eigene Architektur und Fassadengestaltung, sowohl innerhalb der Mall als auch außerhalb. So entsteht in der Stadt ein kleiner neuer Einkaufsstadtteil. Durch diese offene Bauweise und die Glasflächen und Fenster ist es zudem kein „Kunstlichttempel“. Selbst das Untergeschoss und die Tiefgarage im zweiten UG erhalten Tageslicht. Zusätzlich gibt es zwei Dachterrassen. Die eine wird von der Karstadt-Gastronomie genutzt, die andere für das Außengelände der Kindertageseinrichtung. Die gesamte Dachfläche ist begrünt.
Als Besonderheit gilt die 65 m hohe, mit feuerveredeltem Blattgold beschichtete Stahlkonstruktur „goldene Leiter“, die das Forum schon von weitem erkennbar macht.
Weiterhin ist in das Gebäude die denkmalgeschützte Fassade eines ansonsten abgerissenen ehemaligen Bankhauses an der Claubergstraße integriert.

## Zahlen und Fakten

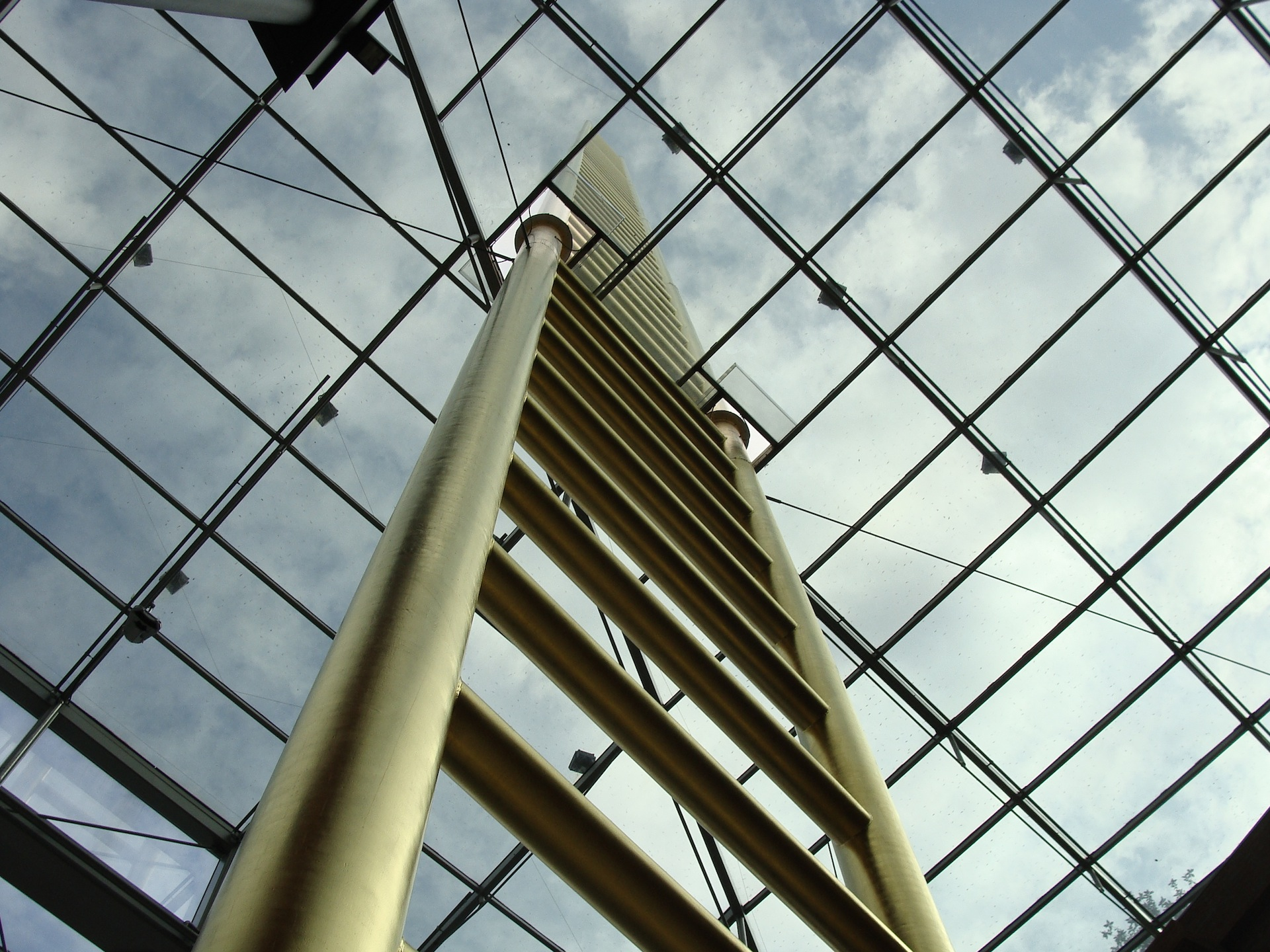
Die goldene Leiter in den Einkaufshimmel

Vor dem Baubeginn des Forums standen an diesem Ort das Karstadt-Haus, die Spaeter-Verwaltung und weitere Immobilien. Das Baugrundstück hat eine Fläche von knapp 20.000 m², die Bruttogrundfläche beträgt über 100.000 m².
Nach aktuellen Aussagen finden sich im Forum 80 Geschäfte auf 57.000 m² Fläche, die Kunden aus Duisburg, dem Ruhrgebiet, vom Niederrhein und aus den Niederlanden anziehen. Es wird mit durchschnittlich 30.000 bis 40.000 Besuchern täglich gerechnet.
Neben Karstadt, Saturn und C&A als Ankermieter sind Mayersche Buchhandlung, H&M, dm-drogerie markt, New Yorker, Pohland Herrenmoden, Roland, Apollo Optik, WMF, S.Oliver, Douglas, Esprit, GameStop, McPaper, Dismer, The Sting und andere in das Zentrum eingezogen. Der momentane Vermietungsstand liegt bei 97 Prozent.
Im Einkaufszentrum gibt es eine Kita, die neben zwei festen Gruppen auch eine kostenlose Betreuung für die Kinder der Kunden anbietet.
Das Einkaufszentrum ist auf dem jährlichen Kongress der ICSC (International Council of Shopping Centers) 2010 zum besten Einzelhandelszentrum Europas in der Kategorie „Groß“ gekürt worden.

## Lage
Das Forum befindet sich direkt am König-Heinrich-Platz und somit im Zentrum der Hauptfußgängerzone der Stadt Duisburg. Gegenüber befindet sich mit dem CityPalais ein weiteres Zentrum, das 2007 eröffnet wurde.

## Verkehrsanbindung
Das Forum Duisburg ist an alle Stadtteile, die Region und den Fernverkehr sowie das Ausland (vor allem die Niederlande) angebunden. Es befindet sich unmittelbar am U-Bahnhof „König-Heinrich-Platz“, wo die Straßenbahnlinien der DVG und die U-Bahn 79 von DVG/Rheinbahn halten. Es gibt hierzu auch eine unterirdische Verbindung zum U-Bahnhof. Weiterhin halten im hinteren Bereich des Forums mehrere Buslinien. Zudem ist fußläufig oder mit Bus und Bahn der Hauptbahnhof zu erreichen.
Mit dem Pkw erreicht man das Forum über die Ausfahrt Duisburg-Innenstadt der in unmittelbarer Nähe verlaufenden Bundesautobahn 59 – der Duisburger Stadtautobahn. Eigens wegen des neuen Einkaufszentrums wurde in Duisburg ein dynamisches Parkleitsystem installiert. Ähnlich wie konkurrierende Einkaufszentren in den Innenstädten von Nachbarstädten bietet das Forum Duisburg kein kostenfreies Parken.